# For the Revolution
For the Revolution è il quinto album dei Kalmah, pubblicato nel 2008.

In quest'album si riprende lo scream dei primi tre lavori, che viene integrato al growl cavernoso dell'album precedente.

## Tracce
1. For the Revolution − 5:07
2. Dead Man's Shadow − 5:01
3. Holy Symphony of War − 4:45
4. Wings of Blackening − 5:01
5. Ready for Salvation − 4:27
6. Towards the Sky − 5:09
7. Outremer − 4:40
8. Coward − 5:08
9. Like a Slave − 4:41

Japanese Bonus Track
1. Arise - 2:54 (Sepultura cover)

## Formazione
- Pekka Kokko - voce, chitarra ritmica
- Antti Kokko - chitarra solista
- Timo Lehtinen - basso
- Marco Sneck - tastiere
- Janne Kusmin - batteria